# Carlos A. Mackehenie
Carlos A. Mackehenie (Arica, 28 de diciembre de 1872 - Miami, 9 de agosto de 1943) fue un erudito y político peruano.
Nació en Arica antes de la guerra con Chile cuando esta ciudad aún pertenecía al Perú. Estudió en el colegio de jesuitas de Lima y posteriormente en la Escuela de Ingenieros donde no terminó la carrera por motivos de salud. Desde 1891 se dedicó al comercio al lado de su padre[cita requerida]. 
En 1907 se convirtió en miembro de la Junta Departamental del Partido Demócrata en El Callao. Ese mismo año resultó elegido senador suplente por El Callao. En 1909 ocupó el cargo de gerente de la Sociedad Ganadera Corpacancha (1909-1914).
En 1914 es incorporado como miembro del Servicio Consular del Perú y en 1922 fue nombrado Cónsul en Cardiff, Reino Unido. En 1932 fue nombrado Cónsul en Londres y en 1941, cónsul en Baltimore, Estados Unidos[cita requerida].
Fue miembro de la Sociedad Geográfica de Lima, socio honorario de la Royal Geographical Society. Al fallecer dejó inéditos trabajos sobre Los Lemos, Alonso de Loayza y de Markham[cita requerida].